# (990) Yerkes
(990) Yerkes és un asteroide del cinturó principal descobert per l'astrònom George Van Biesbroeck en 1922.
Deu el nom a l'Observatori Yerkes, lloc on es va descobrir l'asteroide.
S'estima que té un diàmetre de 18,46 ± 1,2 km. La seva distància mínima d'intersecció de l'òrbita terrestre és d'1,09147 ua.
Les observacions fotomètriques recollides d'aquest asteroide mostren un període de rotació de 24,56 hores, amb una variació de lluentor de 11,7 de magnitud absoluta.